# Melekeduri
Melekeduri (en georgiano: მელექედური) es un pueblo de Georgia ubicado en el centro de la región de Guria, siendo parte del municipio de Ozurgueti. 

## Geografía
Melekeduri se sitúa al sur de la cordillera de Nasakirali, 5 km al norte de Ozurgueti.

## Historia
Durante el período soviético, la rama principal de la economía de Melekeduri era la elaboración de té. En el pueblo también se practicaba la cría de animales y la horticultura. En 1976, el Kveda Nasakirali se separó de Melekeduri.

## Demografía
La evolución demográfica de Melekeduri entre 1908 y 2014 fue la siguiente:
| 1186                                            | 3108 | 1519 | 1170 |
| (Fuente: Population of Georgia in Soviet times) |      |      |      |

Según el censo de 2014, los georgianos constituían el 99,6% de la población.

## Infraestructura

### Educación
Hay una escuela pública en el pueblo.

### Transporte
El pueblo está conectado con Ozurgueti por una carretera. 

## Personas ilustres
- Akaki Mgeladze (1910–1980): político soviético georgiano que fue primer secretario del Partido Comunista de Georgia (1952-1953).